# José Rubio (deportista)
José Rubio (* Esmeraldas, Ecuador, 15 de mayo de 1987) es un futbolista ecuatoriano que juega de portero en el Juventus de la Segunda Categoría de Ecuador.

## Clubes
| Club                 | País    | Año            |
| -------------------- | ------- | -------------- |
| Deportivo Quinindé   | Ecuador | 1999           |
| Esmeraldas SC        | Ecuador | 2000-2001      |
| Juventus             | Ecuador | 2002-2005      |
| Esmeraldas Petrolero | Ecuador | 2006           |
| Brasilia             | Ecuador | 2006-2008      |
| Atlético Audaz       | Ecuador | 2009           |
| Juventus             | Ecuador | 2010-presente. |

## Palmarés

### Campeonatos nacionales
| Título            | Club     | País    | Año  |
| ----------------- | -------- | ------- | ---- |
| Segunda Categoría | Brasilia | Ecuador | 2006 |